# ミッキーの青春手帳
『ミッキーの青春手帳』（ミッキーのせいしゅんてちょう、原題：The Nifty Nineties）は、ウォルト・ディズニー・プロダクション（現：ウォルト・ディズニー・カンパニー）が制作した1941年6月20日公開のアニメーション短編映画作品。ミッキーマウスの短編映画シリーズの一作品である。

## あらすじ
物語は一冊のアルバムから始まる。
ミッキーは公園で散歩をしているとミニーに出会い、お互い恋に落ちる。二人はそのままデートをすることになり、とある劇場でショーを鑑賞することに。最初はスライドショー仕立ての紙芝居で、その内容は娘が酒飲みの父親を帰らせようとする悲しい物語であり、ミニーは号泣していた。次に内容は一段と明るくなり、フレッドとウォードによる漫才に切り替わり、ミッキーとミニーは大爆笑。こうして、ショーは幕を下ろした。
その後、ミッキーとミニーはドライブへと出かける。途中グーフィーやドナルド、デイジー、ヒューイ・デューイ・ルーイにも愛想よく挨拶をし、下り坂に差し掛かったところでミッキーは車の速度を上げるが、次の下り坂には牛が道を塞いでいた。車に気づいた牛は逃げ出す。ミッキーは車のブレーキが効かなくなって止めることが出来ず、仕舞いには牛と衝突してしまう。
デートは台無しになってしまったものの、何だがかんだで楽しそうに笑うミッキーとミニーなのであった。

## 登場キャラクター
| キャラクター   | 原語版                 | ポニー・バンダイ版 | BVHE版   |
| -------------- | ---------------------- | ------------------ | -------- |
| ミッキーマウス | ウォルト・ディズニー   | 後藤真寿美         | 青柳隆志 |
| ミニーマウス   | マーセリット・ガーナー | 下川久美子         | 水谷優子 |
| フレッド       | フレッド・ムーア       | 江川泰子           | 江原正士 |
| ウォード       | ウォード・キンボール   | 吉水慶             | 桜井敏治 |
| ナレーター     | -                      | 土井美加           | -        |

フレッドとウォードはアニメーターであるフレッド・ムーア、ウォード・キンボールをカリカチュアしたキャラクターであり、彼ら自身が声優を務めている。

## スタッフ
| 製作       | ウォルト・ディズニー |
| 音楽       | チャールズ・ウォルコット |
| 作画監督   | フレッド・ムーア |
| レイアウト | チャールズ・コナー |
| 原画       | ウォード・キンボール、レス・クラーク、ウォルト・ケリー、ジーン・ヘーゼルト、クロード・スミス デビッド・スウィフト、マービン・ウッドワード |
| 監督       | ライリー・トムソン |

## 映像ソフト化
- 『ディズニー・アニメ ゴールド・シリーズ ミニーマウス』（VHS、ポニー、旧吹き替え版）
- 『ディズニー・アニメ ゴールド・シリーズ ミニー・マウス!!』（VHS、バンダイ、旧吹き替え版）
- 『夢と魔法の宝石箱 ゆかいなディズニー』（VHS、バンダイ、旧吹き替え版）
- 『Disneyゆかいな仲間たち ミッキーはミニーが好き』（VHS、ブエナ ビスタ ホーム エンターテイメント、新吹き替え版）
- 『ミッキーマウス/カラー・エピソード Vol.2 限定保存版』（DVD、ブエナ ビスタ ホーム エンターテイメント、新吹き替え版）